# Dominique McElligott

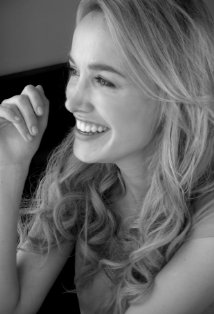
Dominique McElligott (2016)

Dominique McElligott (ur. 5 marca 1986 w Dublinie) – irlandzka aktorka, która wystąpiła m.in. w serialach House of Cards, Astronaut Wives Club i The Boys.

## Filmografia

### Filmy
| Rok  | Tytuł                    | Rola            | Uwagi |
| ---- | ------------------------ | --------------- | ----- |
| 2008 | Dark Floors              | Emily           |       |
| 2008 | Satellites & Meteorites  | dr Johnson      |       |
| 2009 | Moon                     | Tess Bell       |       |
| 2010 | Oświadczyny po irlandzku | panna młoda     |       |
| 2011 | Gliniarz                 | Aoife O'Carroll |       |
| 2011 | Blackthorn               | Etta Place      |       |
| 2012 | Not Fade Away            | Joy Dietz       |       |
| 2019 | Two/One                  | Martha          |       |

### Telewizja
| Rok     | Tytuł                          | Rola           | Uwagi               |
| ------- | ------------------------------ | -------------- | ------------------- |
| 2001–02 | On Home Ground                 | Cora Collins   | 10 odc.             |
| 2005    | Whiskey Echo                   | Rachel         | film TV             |
| 2008    | Być człowiekiem                | Lauren         | tylko pilot         |
| 2008    | Raw                            | Rebecca Marsh  | 6 odc.              |
| 2011–12 | Hell on Wheels: Witaj w piekle | Lily Bell      | gł. obsada, 19 odc. |
| 2015    | Astronaut Wives Club           | Louise Shepard | gł. obsada          |
| 2016–17 | House of Cards                 | Hannah Conway  | gł. obsada          |
| 2016    | Ostatni z wielkich             | Kathleen Moore | gł. obsada          |
| od 2019 | The Boys                       | Queen Maeve    | gł. obsada          |